# Haramiya
Haramiya és un gènere de mamaliaformes extints que visqueren durant el Triàsic superior i el Juràssic inferior. És conegut a partir de restes cranials i dentals, a partir de les quals els paleontòlegs han deduït que devia ser un animal d'uns 12 cm de llargada i semblant als arvicolins d'avui en dia.